# Wołów (Wołowski)
Wołów (Duits: Wohlau) is een stad in het Poolse woiwodschap Neder-Silezië, gelegen in de powiat Wołowski. De oppervlakte bedraagt 18,53 km², het inwonertal 12.260 (2005).

## Geschiedenis
In de 12de eeuw bestond hier een van hout opgerichte versterking aangeduid als Wolowo. In de tweede helft van de 13de eeuw werd deze tot stad verheven met Duits stadsrecht door de hertog van Glogau (Glogow). Zijn hertogdom raakte al snel verdeeld en zo kwam de stad onder het hertogdom Oels (Olawa), om in de 15de eeuw in een herenigd groter hertogdom Liegnitz-Brieg-Wohlau (Legnica-Brzeg-Wolow) te geraken, waarin het een hertogelijke residentie werd. In 1329 was dit hertogdom, zoals alle andere in Silezië, onder de Boheemse kroon gekomen en werd het opgenomen in het Duitse Rijk. In 1529 kwam het onder het huis Habsburg dat het koningschap van Bohemen had verworven. De hertogen bleven, ondanks de druk van de contrareformatie, luthers en van de bevolking bleef de meerderheid bij dat geloof. In 1675 stierf het hertogelijk geslacht uit maar kort daarvoor had Christian von Wohlau de burcht nog uitgebouwd tot een paleisresidentie. Nu kwam de stad rechtstreeks onder Habsburg. Inmiddels was al langere tijd van achteruitgang sprake door oorlogsgeweld en stadsbranden. Na 1742, toen Pruisen Silezië veroverde, vond een herinrichting plaats volgens een strakke plattegrond en voorschriften voor de gevels en de kavels. Aan het einde van de 18de eeuw woonden 1.700 mensen in de stad en pas na het midden van de 19de eeuw kwam door de vestiging van kleinschalige industrie groei tot 5.500 in 1910 en 7.400 in 1939. 
De doortocht van het Sovjet-leger in februari 1945 verwoestte de stad voor 60%, maar zij werd voor een deel weer opgebouwd en met name het stadhuis uit de Habsburgse tijd (1689) is getrouw gereconstrueerd.
De bewoners werden gedeporteerd en vervangen door Polen. Zie Verdrijving van Duitsers na de Tweede Wereldoorlog. Tegenwoordig heeft de stad 12.000 inwoners.

## Geboren in Wohlau
- Maria Cunitz (1610–1664), astronome die internationaal bekend werd met haar magnum opus in het Latijn en Duits ‘Urania propitia’
- Christian Knorr von Rosenroth (1636–1689), maakte in ‘Kabbala denudate’ de joodse mystiek in het Latijn toegankelijk
- Conrad von Hugo (1844–1911), generaal in het keizerlijke Duitse leger
- Bodo von Scriba (1863–1939), generaal in het keizerlijke Duitse leger
- Heinz Hübner (1914–2006), rector van de universiteiten van Saarland en Keulen
- Oskar Müller (1896–1970), minister voor Werk en Welzijn in de Westduitse deelstaat Hessen namens de KPD, moest aftreden nadat zijn loyaliteit na het uitroepen van de koude oorlog ter discussie kwam te staan

## Verkeer en vervoer
- Station Wołów